# Konrad Kornek
Konrad Józef Kornek (ur. 12 lutego 1937 w Luboszycach, zm. 6 marca 2021 w Dormagen) – polski piłkarz występujący na pozycji bramkarza.

## Życiorys
Zawodnik między innymi Odry Opole i Legii Warszawa. Reprezentant Polski, w której wystąpił 15 razy. Po zakończeniu kariery w Polsce grał w polonijnym klubie w Nowym Jorku, a później w Cosmosie Nowy Jork.
Z Legią był wicemistrzem Polski w 1960. Z Odrą Opole wywalczył natomiast trzecie miejsce w sezonie 1963/1964. W reprezentacji zadebiutował 11 kwietnia 1962 w Paryżu w meczu z Francją wygranym przez Polaków 3:1.